# Достойно єсть
«Досто́йно єсть» (Достойно є, грец. Άξιον Εστί) — назва чудотворної ікони Божої Матері, що зберігається в Успенському храмі адміністративного центру Святої Афонської Гори — Кареї. З іконою переказ пов'язує набуття піснеспіву «Достойно єсть…».
В IX столітті Богородицю величали співом, складеним в VIII столітті Кузьмою Маюмським (в церковнослов'янському перекладі):
|  | Честні́йшую Херуви́м і славні́йшую без сравне́нія Серафи́м, без істлі́нія Бо́га Сло́ва ро́ждшую, су́щую Богоро́дицу, Тя велича́єм. |

|  | Чеснішу за Херувимів, і незрівнянно славнішу за Серафимів, що без істління Бога-Слово породила, — Сущую Богородицю, Тебе величаємо. Сучасний варіант для хору. УПЦ-КП |

За переказами 11 червня 980 року молодий монах карейської монастиря здійснював всеношну службу в келії. Почувши стукіт у двері, він відкрив її і побачив молодого ченця, якого привітно прийняв, і вони стали разом робити молитовні піснеспіви. Коли почали величати Богородицю, молодий чернець заспівав «Честнійшую Херувим…». Незнайомий гість сказав, що у них славлять Богородицю по-іншому, і показав як:
|  | Досто́йно є́сть я́ко воі́стинну блажи́ти Тя Богоро́дицу, Присноблаже́нную і Пренепоро́чную, і Ма́тер Бо́га на́шего. |

|  | Достойно є, і це є Істина, славити Тебе, Богородицю, славну і пренепорочну, і матір Бога нашого. Сучасний варіант для хору. УПЦ-КП |

А вже після цього проспівав — «Честнійшую Херувим…». Чернець попросив записати незнайомця цю пісню, проте під рукою не виявилося жодного паперу та письмового приладдя. Гість сказав, що в такому разі напише пісню на камені та просить навчити всіх християн, щоб славословили Пресвяту Богородицю. Камінь під руками незнайомця став м'яким, і, вивівши напис, він назвався архангелом Гавриїлом та зник.
Константинопольський патріарх Миколай II Хрисоверг в кінці X століття встановив додати до «Честнійшую Херувим…» ангельську пісню «Достойно єсть…». З того часу використовується Архангельська пісня «Достойно єсть…», а ікона, що іменувалися «Милуюча», перед якою вона була оспівана архангелом, перенесена в карейський собор. Плита з написаною архангелом піснею доставлена була в Константинополь в царювання Василія та Костянтина Порфирорідних.
Святкування іконі відбувається 24 червня (11 червня по старим стилем).